# Beneda (probošt)
Beneda byl 4. proboštem litoměřické kapituly sv. Štěpána v letech 1125–1139.

## Život
Než se stal litoměřickým proboštem, byl podobně jako jeho předchůdci v tomto úřadu dvorním kaplanem, a to u Soběslava I. (1125–1140). Kronika litoměřického proboštství uvádí, že byl v úřadu 14 let a zemřel roku 1139. O jeho životě a proboštském působení nejsou zachovány prameny ani žádné bližší zprávy.